# Michael Jacob Michaelsen
Michael Jacob Michaelsen (ur. 11 kwietnia 1899 w Sundby w Kopenhadze, zm. 13 sierpnia 1970 we Frederiksbergu) – duński bokser, medalista olimpijski, mistrz Europy.

## Kariera sportowa
Uczestnicząc w Igrzyskach Olimpijskich w Amsterdamie 1928 roku wywalczył brązowy medal w kategorii ciężkiej.
Startując w Mistrzostwach Europy w Berlinie 1927 roku zdobył brązowy medal w wadze ciężkiej. Na następnych Mistrzostwach w Budapeszcie 1930 roku został złotym medalistą w najcięższej kategorii.
Czterokrotnie zdobył mistrzostwo Danii, w 1928, 1930 i 1932 w kategorii ciężkiej, a w 1929 roku, w wadze półciężkiej.